# クングス
クングス(Kungs、1996年12月17日 - )は、フランスのDJ、音楽プロデューサー。本名はヴァランタン・ブリューネル(Valentin Brunel)。

## 略歴
1996年12月17日、フランスのトゥーロンで生まれる。ステージネームであるKungsは、彼が様々な言語で"gentleman"という単語を翻訳した際に見つけたラトビア語の単語に由来する。
5歳のころからジャンベの演奏を始め、父親からの影響でロックを聴きながら育つ。お気に入りのバンドはザ・クークス。その後、17歳のころから作曲活動を開始する。2014年にボブ・マーリーの『Jamming』やラナ・デル・レイの『West Coast』のリミックスを発表、2015年にロスト・フリクエンシーズの『Are You with Me』のリミックスを手掛ける。
2016年に発表されたクッキン・オン・スリー・バーナーズが原曲の 『This Girl』のリミックスがフランス、ドイツでチャート1位を獲得し、さらに全英シングルチャートで2位となる。
同年11月、デビューアルバム『Layers』をリリース。
2017年、サマーソニックで初来日した。

## ディスコグラフィー

### スタジオ・アルバム
- 『Layers』 (2016年11月4日)

### シングル
- 『This Girl』 (2016年2月19日)
- 『Don't You Know』 (2016年6月24日)
- 『I Feel So Bad』 (2016年10月19日)
- 『You Remain』 (2016年10月27日)
- 『More Mess』 (2017年8月4日)
- 『Be Right Here』 (2018年6月22日)
- 『Disco Night』 (2018年10月5日)